# Roodstuitarassari
De roodstuitarassari (Aulacorhynchus haematopygus) is een vogel uit de familie Ramphastidae (toekans).

## Verspreiding en leefgebied
Deze soort komt voor van westelijk Venezuela tot oostelijk Ecuador en telt twee ondersoorten:
- A. a. haematopygus: Colombia en westelijk Venezuela.
- A. a. sexnotatus: zuidwestelijk Colombia en westelijk Ecuador.

## Status
De grootte van de populatie is niet gekwantificeerd maar de soort wordt omschreven als vrij algemeen. Op de Rode lijst van de IUCN heeft deze soort de status niet bedreigd.